# 鄧有功
鄧有功（1210年—1279年），字子大，號月巢，人稱月巢先生，南宋江西南豐人，自幼習儒，後為天心正法祖師爺饒洞天之五傳弟子。鄧有功校對核本，改正錯謬之處，進而有《上清骨髓靈文鬼律》三卷與《上清天心正法》七卷問世，乃為道藏經典收錄了一些重要的靈文、書符與道教法術等道教精華。